# Modelo nórdico

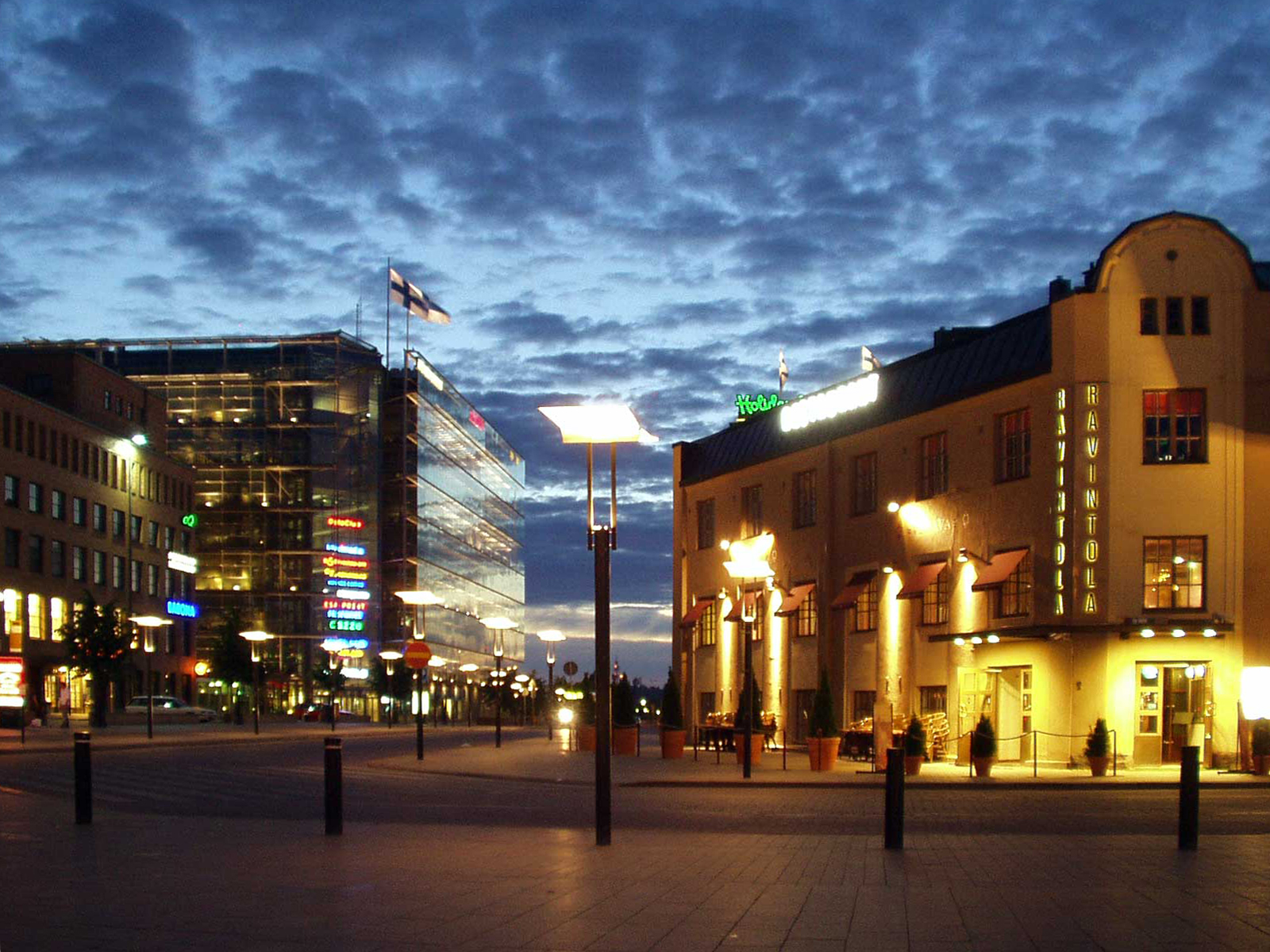
Escandinavia y su modelo de igualdad y alto desarrollo humano.

El modelo nórdico, también conocido como modelo escandinavo, comprende las políticas económicas y sociales, así como las prácticas culturales, comunes de los países nórdicos (Dinamarca, Finlandia, Islandia, Noruega y Suecia). El modelo nórdico incluye un exhaustivo Estado del bienestar y un sistema de negociación colectiva multinivel que combina el respeto a los fundamentos económicos del capitalismo de mercado libre con el corporativismo social, con un alto porcentaje de la fuerza laboral sindicalizada y un gran porcentaje de la población empleada por el sector público (aproximadamente el 30 % de la fuerza laboral). El modelo nórdico empezó a recibir atención tras la Segunda Guerra Mundial.
Los tres países escandinavos (Suecia, Dinamarca y Noruega) son monarquías constitucionales, mientras que Finlandia e Islandia han sido repúblicas desde el siglo xx. Actualmente, los países nórdicos son considerados profundamente democráticos y todos ellos tienen una forma de gobierno unicameral y sistemas electorales de representación proporcional. Aunque hay diferencias significativas entre estos países, todos ellos tienen algunos rasgos comunes. Entre estos se encuentran un Estado del bienestar universal dirigido específicamente a mejorar la autonomía individual y a promover la movilidad social, un sistema corporativista basado en un acuerdo tripartito en base al cual los representantes de los trabajadores y de los empresarios negocian los salarios y la política laboral con la mediación del Gobierno, y el reconocimiento de la propiedad privada en el marco de una economía mixta de mercado.
La característica definitoria del modelo nórdico es un sistema de negociación colectiva corporativista. Tras la desaparición del contexto expansivo proporcionado por la edad de oro del capitalismo y la globalización, unida a la disolución de la Unión Soviética y el fin de la Guerra Fría, el modelo nórdico ha estado en decadencia. Desde la década de 1980, la influencia del trabajo organizado ha disminuido y los sistemas de negociación colectiva han perdido importancia, al mismo tiempo que se han producido reducciones en el gasto social, una menor regulación y la privatización de servicios públicos, como parte de un movimiento hacia el capitalismo de libre mercado y el sector privado dentro del paradigma neoliberal; esto ha sido descrito como la «Gran Restauración Capitalista» de las décadas de 1980 y 1990, que comenzó en Suecia. Más recientemente, un análisis de 2019 apunta a un alejamiento del neoliberalismo y a una repolitización del modelo nórdico, incluida una mayor cooperación entre los países nórdicos.
A fecha de 2018, todos los países nórdicos se encuentran entre los países con un mayor IDH ajustado por desigualdad e índice de paz global. En 2019, los cinco países nórdicos se encuentran entre los diez países mejor clasificados en el índice global de felicidad, además de clasificar entre los puestos más altos en el índice de libertad económica de la Heritage Foundation.

## Historia
El origen del modelo nórdico se remonta al «gran compromiso» entre trabajadores y empresarios impulsado por los partidos agrarios y obreros en la década de 1930. Tras un largo periodo de crisis económica y lucha de clases, el «gran compromiso» sirvió como base del modelo nórdico de bienestar y de organización del mercado de trabajo posterior a la Segunda Guerra Mundial. La característica fundamental del modelo nórdico era la coordinación centralizada de la negociación de salarios entre empresarios y sindicatos, denominada «asociación social», que proporcionó un medio pacífico para abordar el conflicto de clases entre el capital y el trabajo.
Aunque a menudo se atribuye únicamente a la gobernanza socialdemócrata, la paternidad del modelo nórdico se debe en realidad a una mezcla de partidos políticos principalmente socialdemócratas, pero en Finlandia e Islandia también centristas y de derechas, junto con la confianza social que surgió del «gran compromiso» entre el capital y el trabajo. La influencia de cada uno de estos factores fue diferente en cada país: los partidos socialdemócratas tuvieron un papel más importante en la formación del modelo nórdico en Suecia, Dinamarca y Noruega, mientras que en Islandia y Finlandia los partidos de derechas tuvieron un papel más relevante en la creación de los modelos sociales de sus respectivos países.
Las políticas de seguridad social y negociación colectiva de salarios retrocedieron tras los desequilibrios económicos de la década de 1980 y las crisis financieras de la década de 1990, que condujeron a unas políticas fiscales más restrictivas, que fueron más pronunciadas en Suecia e Islandia. No obstante, el gasto social de los países nórdicos siguió siendo elevado en comparación con la media europea.

### Noruega
El «gran compromiso» de Noruega surgió como respuesta a la crisis de principios de la década de 1930 entre la confederación de sindicatos y la Asociación Noruega de Empresarios, que llegaron a un acuerdo sobre los estándares nacionales aplicables a las relaciones entre el trabajo y el capital y sentaron las bases de la armonía social que caracterizaría todo el periodo de los compromisos. Sin embargo, entre las décadas de 1980 y de 1990, Noruega experimentó más reformas neoliberales y más privatización que Suecia durante esa misma época, lo que ha llevado a algunos estudiosos a afirmar que el modelo nórdico dependía de la fase dinámica del capitalismo occidental que duró de 1945 a 1973.
Actualmente, el Estado noruego mantiene importantes participaciones en sectores industriales estratégicos (petróleo, gas natural, minerales, madera, pescado y agua fresca). La industria petrolífera supone aproximadamente un cuarto del producto interno bruto (PIB) del país.

### Suecia
En Suecia, el gran compromiso fue impulsado por el Acuerdo de Saltsjöbaden suscrito por asociaciones de empresarios y sindicatos en 1938 en la localidad costera de Saltsjöbaden. Este acuerdo sentó las bases de las relaciones industriales escandinavas durante toda la edad de oro del capitalismo. El modelo sueco de capitalismo se desarrolló bajo los auspicios del Partido Socialdemócrata Sueco, que llegó al poder en 1932 y lo mantuvo de forma ininterrumpida hasta 1976. Si bien inicialmente difería muy poco de otros países capitalistas industrializados, tras la Segunda Guerra Mundial, el peso del Estado aumentó para proporcionar un exhaustivo Estado del bienestar y cuantiosas inversiones en infraestructuras, hasta alcanzar un consenso ampliamente socioliberal en la década de 1950.
En la década de 1950, Olof Palme y el primer ministro Tage Erlander formularon la base de la socialdemocracia sueca y del que sería conocido como el «modelo sueco», inspirándose no en el socialismo reformista sino en el economista americano John Kenneth Galbraith y las ideas liberales que articuló en su libro The Affluent Society. La base ideológica de la «sociedad acomodada» sueca descansaba sobre un Estado del bienestar universal que proporcionaba a los ciudadanos seguridad económica al mismo tiempo que promovía la solidaridad social, lo que suponía una ruptura con las nociones anteriores de suministro selectivo de bienestar en Suecia. El modelo sueco se caracterizaba por un fuerte movimiento obrero, así como por la presencia de instituciones inclusivas de bienestar financiadas con fondos públicos y habitualmente también de administración pública.
Sin embargo, a principios de la década de 1980, el modelo sueco empezó a sufrir a causa de los desequilibrios económicos internacionales, la disminución de la competitividad y la fuga de capitales. Como consecuencia, se plantearon dos soluciones diametralmente opuestas para reestructurar la economía sueca: la primera era una transición al socialismo mediante la socialización de los medios de producción y la segunda era proporcionar unas condiciones favorables para la formación de capital privado abrazando el neoliberalismo. El modelo sueco fue desafiado primero en 1976 por el Plan Rehn-Meidner promovido por la Confederación de Sindicatos Suecos, que pretendía la socialización gradual de las empresas suecas mediante fondos de asalariados. El Plan Rehn-Meidner pretendía colectivizar la formación de capital en dos generaciones haciendo que los fondos de asalariados ostentaran participaciones mayoritarias en las corporaciones suecas en nombre de los trabajadores. Esta propuesta fue apoyada por Olof Palme y la dirección del Partido Socialdemócrata, pero no cosechó suficiente apoyo tras el asesinato de Palme y fue derrotado por los conservadores en las elecciones generales de Suecia de 1991.

### Dinamarca
Las reformas de bienestar social surgieron del Acuerdo de Kanslergade de 1933, en el marco de un paquete de compromisos para salvar la economía danesa.

## Características generales

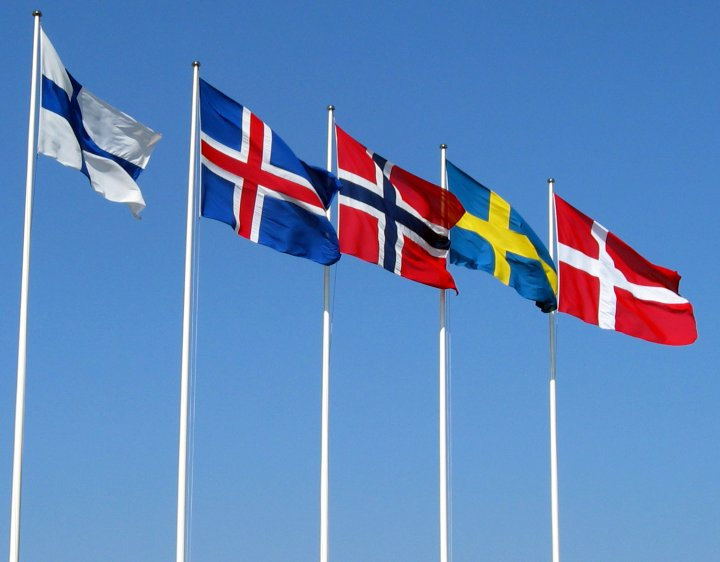
Las banderas de los países nórdicos; de izquierda a derecha: Finlandia, Islandia, Noruega, Suecia y Dinamarca.

Las características principales del modelo nórdico son las siguientes:
- Una elaborada red de seguridad social, además de servicios públicos como educación pública y asistencia sanitaria universal,[22] en un sistema financiado principalmente a través de impuestos.[23]
- Fuertes derechos de propiedad, de cumplimiento de contratos y facilidad para hacer negocios.[24]
- Planes públicos de pensiones.[22]
- Libre comercio, combinado con la distribución colectiva de riesgos mediante programas sociales e instituciones del mercado de trabajo, que han proporcionado protección ante los riesgos asociados a la apertura económica.[22]
- Poca regulación del mercado de productos. Los países nórdicos se clasifican en los primeros puestos de libertad del mercado de productos según la OCDE.[22]
- Bajos niveles de corrupción.[22] En el índice de percepción de corrupción de Transparencia Internacional de 2015, Dinamarca, Finlandia, Noruega y Suecia se clasificaron entre los diez menos corruptos de los 167 países evaluados.[25]
- Un alto porcentaje de trabajadores pertenece a un sindicato.[26] En 2013, la densidad sindical era del 88 % en Islandia, 69 % en Dinamarca, 67 % en Suecia, 66 % en Finlandia y 51 % en Noruega. En comparación, era del 18 % en Alemania, 11 % en los Estados Unidos y 8 % en Francia.[27] La densidad más baja de Noruega se debe principalmente a la ausencia de un sistema de Gante desde 1938, a diferencia de Dinamarca, Finlandia, Suecia e Islandia.[28]
- Una asociación entre empresarios, sindicatos y el gobierno, en virtud de la cual estos agentes sociales negocian los términos de la regulación del trabajo entre ellos, en lugar de que estos términos sean impuestos por la ley.[29][30] Suecia ha descentralizado la coordinación de salarios mientras que Finlandia es considerada la menos flexible.[22] Las cambiantes condiciones económicas han dado lugar a temor entre los trabajadores y a la resistencia de los sindicatos ante las reformas.[22] Al mismo tiempo, las reformas y el desarrollo económico parecen haber reducido el desempleo, que tradicionalmente ha sido más alto. Los Socialdemócratas daneses llevaron a cabo reformas de flexiguridad en 1994 y 1996.
- Según los índices globales de felicidad de las Naciones Unidas, los países más felices del mundo están concentrados en el norte de Europa. Los nórdicos se clasificaron en los primeros puestos en los indicadores de PIB real per cápita, esperanza de años de vida saludable, tener a alguien con quien contar, libertad para tomar decisiones vitales, generosidad y ausencia de corrupción.[31] Todos los países nórdicos se encuentran entre los diez países mejor clasificados en el índice global de felicidad de 2018; Finlandia y Noruega ocupan los dos primeros puestos.[32]
- Los países nórdicos recibieron la clasificación más alta en cuanto a protección de los derechos de los trabajadores en el Global Rights Index de 2014 de la Confederación Sindical Internacional; Dinamarca fue el único país que recibió una puntuación perfecta.[33]
- Suecia con un 56.6 % del PIB, Dinamarca con un 51.7 % y Finlandia con un 48.6 % tienen un gasto público muy alto.[34] Una de las razones de este elevado gasto público es el gran número de empleados públicos, que trabajan en varios campos, incluida la educación, la sanidad y para el propio gobierno. A menudo tienen una mayor seguridad laboral y constituyen aproximadamente un tercio de la fuerza laboral (más del 38 % en Dinamarca). El gasto público en transferencias sociales como prestaciones por desempleo y programas de jubilación anticipada también es alto. En 2001, las prestaciones por desempleo basadas en los salarios eran de en torno al 90 % del salario en Dinamarca y del 80 % en Suecia, en comparación con el 75 % de los Países Bajos y el 60 % de Alemania. Además, los desempleados reciben prestaciones durante varios años antes de su reducción, en lugar de la rápida reducción de las prestaciones en otros países.
- El gasto público en sanidad y educación en Dinamarca, Noruega y Suecia es significativamente más alto que la media de la OCDE.[35]
- La presión fiscal, como porcentaje del PIB, es alta: un 45.9 % en Dinamarca y un 44.1 % en Finlandia y Suecia.[36] Los países nórdicos tienen unos tipos impositivos relativamente proporcionales, lo que significa que incluso aquellos con ingresos medios y bajos son gravados a unos niveles relativamente altos.[37][38]

### Política del mercado de trabajo
Los países nórdicos comparten políticas activas del mercado de trabajo en el marco de un modelo económico corporativista que pretende reducir el conflicto entre los trabajadores y los intereses del capital. El sistema corporativista es más amplio en Noruega y en Suecia, donde las federaciones de empresarios y los representantes de los trabajadores negocian a nivel nacional con la mediación del gobierno. Las intervenciones en el mercado de trabajo están dirigidas a proporcionar recapacitación profesional y reubicación laboral.
El mercado de trabajo nórdico es flexible, y las leyes hacen fácil que los empresarios contraten y despidan trabajadores o introduzcan tecnología que ahorre mano de obra. Para mitigar los efectos negativos en los trabajadores, las políticas del mercado de trabajo están diseñadas para proporcionar generosos servicios de bienestar social, recapacitación profesional y reubicación laboral para limitar cualquier conflicto entre el capital y el trabajo que pudiera surgir.

### Sistema económico
El modelo nórdico está basado en un sistema económico capitalista mixto con un alto grado de propiedad privada, con la excepción de Noruega, que tiene un gran número de empresas de propiedad estatal y participaciones estatales significativas en empresas que cotizan en bolsa.
El modelo nórdico puede describirse como un sistema de capitalismo competitivo combinado con un gran porcentaje de población empleada por el sector público (aproximadamente el 30 % de la fuerza laboral). En 2013, The Economist describió a los países nórdicos como «firmes partidarios del libre comercio que resisten la tentación de intervenir incluso para proteger empresas emblemáticas», al mismo tiempo que buscan maneras para mitigar los efectos adversos del capitalismo, y afirmó que los países nórdicos son «probablemente los mejor gobernados del mundo». Algunos economistas se han referido al modelo económico nórdico como una forma de «capitalismo tierno», con bajos niveles de desigualdad, un generoso Estado del bienestar y una reducida concentración de las rentas más altas, oponiéndolo al «capitalismo feroz» de los Estados Unidos, que tiene menos servicios públicos, altos niveles de desigualdad y una mayor concentración de las rentas más altas.
A partir de la década de 1990, la economía sueca adoptó reformas neoliberales que redujeron el peso del sector público, lo que provocó el crecimiento más rápido de la desigualdad de todas las economías de la OCDE. No obstante, la desigualdad de rentas en Suecia sigue siendo menor que en la mayor parte de los otros países.

#### Particularidades de Noruega
El Estado noruego tiene participaciones en muchas de las empresas cotizadas en bolsa más grandes del país, es propietario del 37 % del mercado de valores de Oslo y gestiona las empresas no cotizadas en bolsa más grandes del país, incluidas Equinor y Statkraft. The Economist afirma que «tras la Segunda Guerra Mundial el gobierno nacionalizó todas las participaciones empresariales alemanas en Noruega y terminó siendo propietario del 44 % de las acciones de Norsk Hydro. La fórmula de controlar empresas a través de acciones en lugar de regulación parecía funcionar bien, por lo que el gobierno la usó siempre que fuera posible. "Nosotros inventamos la manera china de hacer las cosas antes que los chinos", dijo Torger Reve de la Escuela de Negocios de Noruega».
El gobierno también gestiona un fondo soberano de inversión, el Fondo de Pensiones del Gobierno de Noruega, que tiene entre sus objetivos preparar a Noruega para un futuro post-petróleo, pero «inusualmente entre los países productores de petróleo, también es un gran partidario de los derechos humanos, y poderoso, gracias a su control del premio Nobel de la Paz».
Noruega es la única economía importante del mundo occidental en la que las generaciones más jóvenes son cada vez más ricas, con un aumento del 13 % de la renta disponible en 2018, desafiando la tendencia experimentada en otras naciones occidentales, en las que los millennials son más pobres que las generaciones anteriores.

### Modelo nórdico de bienestar
El modelo nórdico de bienestar se refiere a las políticas sociales de bienestar de los países nórdicos, que también están relacionadas con sus políticas del mercado de trabajo. El modelo nórdico de bienestar se distingue de otros tipos de estados del bienestar por su énfasis en maximizar la participación de la fuerza laboral, promoviendo la igualdad de género y el igualitarismo mediante unos elevados niveles de prestaciones sociales, una importante redistribución de renta y un uso liberal de la política fiscal expansiva.
Aunque hay diferencias entre los países nórdicos, todos ellos comparten un amplio compromiso con la cohesión social y una naturaleza universal del suministro de bienestar, dirigido a salvaguardar el individualismo proporcionando protección para los individuos y grupos sociales más vulnerables y maximizando la participación pública en la toma de decisiones sociales. Se caracteriza por su flexibilidad y apertura a la innovación en el suministro de bienestar. Los sistemas nórdicos de bienestar están financiados principalmente a través de impuestos.
A pesar de los valores comunes, los países nórdicos adoptan diferentes enfoques para la administración práctica del Estado del bienestar. Dinamarca tiene un alto grado de suministro de servicios públicos y bienestar por el sector privado, junto con una política migratoria de asimilación. El modelo de bienestar de Islandia se basa en un modelo de «bienestar para trabajar», mientras que parte del Estado del bienestar de Finlandia incluye que el tercer sector desempeñe un papel importante en el cuidado de los mayores. Por su parte, Noruega se basa más ampliamente en el suministro público de bienestar.

#### Reducción de la pobreza
El modelo nórdico ha conseguido reducir significativamente la pobreza. En 2011, las tasas de pobreza sin tener en cuenta los efectos de los impuestos y las transferencias eran del 24.7 % en Dinamarca, 31.9 % en Finlandia, 21.6 % en Islandia, 25.6 % en Noruega y 26.5 % en Suecia. Tras tener en cuenta impuestos y transferencias, las tasas de pobreza en ese mismo año eran del 6 %, 7.5 %, 5.7 %, 7.7 % y 9.7 % respectivamente, lo que supone una reducción media de 18.7 puntos porcentuales. En comparación con los Estados Unidos, que tiene una tasa de pobreza del 28.3 % antes de impuestos y transferencias y del 17.4 % después de impuestos y transferencias, con una reducción de 10.9 puntos porcentuales, los efectos de los impuestos y las transferencias en la pobreza en los países nórdicos son sustancialmente mayores. Sin embargo, en comparación con Francia (reducción de 27 puntos porcentuales) y Alemania (reducción de 24.2 puntos porcentuales), el efecto medio en los países nórdicos es menor.

#### Igualdad de género
Respecto a la igualdad de género, los países nórdicos tienen una de las menores brechas laborales de género de todos los países de la OCDE, con menos de 8 puntos en todos los países nórdicos, según los estándares de la Organización Internacional del Trabajo. Los países nórdicos han estado en la vanguardia de la implementación de políticas que promueven la igualdad de género. Por ejemplo, los gobiernos escandinavos estuvieron entre los primeros que hicieron ilegal que las empresas despidan a mujeres por motivos de matrimonio o maternidad. La proporción de madres trabajadoras de los países nórdicos es mayor que en cualquier otra región y las familias disfrutan de una legislación pionera sobre permisos por paternidad que compensa tanto a los padres como a las madres por trasladarse del trabajo a casa para cuidar de sus hijos. Aunque los detalles de las políticas de igualdad de género respecto al trabajo varían entre los diferentes países, hay un enfoque generalizado en los países nórdicos para fomentar el «empleo continuo a tiempo completo» tanto para los hombres como para las mujeres, incluidos los padres y madres solteros, dado que son conscientes de que algunas de las brechas de género más importantes surgen de la paternidad. Además de recibir incentivos para tomar permisos por paternidad compartibles, las familias nórdicas se benefician de una educación subvencionada, del cuidado de la primera infancia y de actividades extraescolares para los niños que se han inscrito en educación a tiempo completo.
Los países nórdicos han estado en la vanguardia de la defensa de la igualdad de género, como demuestran históricamente los sustanciales incrementos en el empleo de las mujeres. Entre 1965 y 1990, la tasa de empleo en Suecia de las mujeres en edad de trabajar (15-64 años) aumentó del 52.8 % al 81.0 %. En 2016, unas tres de cada cuatro mujeres en edad de trabajar en los países nórdicos estaban participando en un trabajo remunerado. Sin embargo, las mujeres son todavía las principales usuarias del permiso por paternidad compartible (los padres usan menos del 30 % de sus días pagados por el permiso por paternidad), las mujeres extranjeras tienen una representación insuficiente y un país como Finlandia todavía tiene una importante brecha salarial de género (de media, las mujeres solo ganan el 83 % de lo que gana un hombre).

### Influencia del luteranismo
Algunos académicos han teorizado que el luteranismo, la tradición religiosa dominante de los países nórdicos, ha tenido un efecto significativo en el desarrollo de la socialdemocracia en esos países. Schröder argumenta que el luteranismo fomentó la idea de una comunidad nacional de creyentes y por tanto condujo a una mayor implicación del Estado en la vida económica y social, permitiendo la solidaridad y la coordinación económica nacional. Pauli Kettunen presenta el modelo nórdico como el resultado de una especie de mítica «ilustración campesina luterana», caracterizando el modelo nórdico como el resultado final de una especie de «luteranismo secularizado». Sin embargo, el discurso académico dominante sobre esta cuestión se centra en la «especificidad histórica», según la cual la estructura centralizada de la iglesia luterana es solo un aspecto entre todos los valores culturales y las estructuras estatales que condujeron al desarrollo del Estado del bienestar en los países nórdicos.

## Recepción
El modelo nórdico ha tenido una recepción positiva entre algunos políticos y politólogos americanos. Jerry Mander ha comparado el modelo nórdico con una especie de sistema «híbrido» que mezcla la economía capitalista con los valores socialistas, representando una alternativa al modelo anglosajón de capitalismo. El senador Bernie Sanders ha apuntado a Escandinavia y al modelo nórdico como algo de lo que los Estados Unidos pueden aprender, en particular con respecto a la protección y las prestaciones sociales que el modelo concede a los trabajadores y su provisión de asistencia sanitaria universal. Según Naomi Klein, el antiguo líder soviético Mijaíl Gorbachov intentó desplazar a la Unión Soviética en una dirección similar a la del modelo nórdico, combinando una economía de mercado con una extensa red de seguridad social, pero manteniendo la propiedad pública de sectores estratégicos de la economía, ingredientes que creía que transformarían a la Unión Soviética en un «faro socialista para toda la humanidad».
El modelo nórdico también ha sido recibido positivamente por varios científicos sociales y economistas. El profesor de sociología y ciencia política Lane Kenworthy defiende que los Estados Unidos hagan una transición gradual hacia una socialdemocracia similar a la de los países nórdicos, definiendo la socialdemocracia del siguiente modo: «La idea detrás de la socialdemocracia es hacer mejor al capitalismo. Hay desacuerdo sobre cómo hacer exactamente eso, y algunos pueden pensar que las propuestas de mi libro no son una verdadera socialdemocracia, pero yo considero que es un compromiso para usar el gobierno para hacer mejor la vida de las personas en una economía capitalista. En gran medida, eso consiste en usar programas de seguro público: transferencias y servicios gubernamentales».
El economista Joseph Stiglitz, ganador del premio Nobel de Economía, ha observado que hay una mayor movilidad social en los países escandinavos que en los Estados Unidos y argumenta que ahora Escandinavia es la tierra de las oportunidades que antiguamente fueron los Estados Unidos. La escritora americana Ann Jones, que vivió cuatro años en Noruega, sostiene que «los países nórdicos dan a su población libertad del mercado usando el capitalismo como una herramienta para beneficiar a todos», mientras que en los Estados Unidos «la política neoliberal puso a los zorros a cargo del gallinero, y los capitalistas han usado la riqueza generada por sus empresas (así como las manipulaciones financieras y políticas) para capturar el Estado y desplumar a las gallinas».
El economista Jeffrey Sachs es un defensor del modelo nórdico, del que ha afirmado que es «la prueba de que el capitalismo moderno puede combinarse con la decencia, la justicia, la confianza, la honestidad y la sostenibilidad medioambiental».
La combinación nórdica de un extenso suministro público de bienestar y una cultura individualista ha sido descrita por Lars Trägårdh del Colegio Universitario Ersta Sköndal como un «individualismo de Estado».
Una encuesta de 2016 del think tank Israel Democracy Institute mostró que cerca del 60 % de los judíos de Israel preferían una economía de «modelo escandinavo», con altos impuestos y un robusto Estado del bienestar.

### Conceptos erróneos
George Lakey, autor de Viking Economics, afirma que los americanos generalmente malinterpretan la naturaleza del Estado del bienestar nórdico:
Los americanos se imaginan que «Estado del bienestar» significa el Estado del bienestar estadounidense con esteroides. En realidad, los nórdicos desecharon su sistema de bienestar de estilo americano hace al menos sesenta años, y lo sustituyeron con servicios universales, lo que quiere decir que todos —ricos y pobres— tienen acceso a una educación gratuita, servicios médicos gratuitos, cuidado de la tercera edad gratuito, etc.
En su papel como asesor económico de Polonia y Yugoslavia en su periodo de transición postsocialista, Jeffrey Sachs observó que las diferentes formas específicas de capitalismo occidental como la socialdemocracia sueca y el liberalismo thatcherista son prácticamente idénticas en comparación con la Europa del Este de la década de 1990:
Los países del este deben rechazar cualquier idea sobre una «tercera vía», como un quimérico «socialismo de mercado» basado en la propiedad pública o la autogestión de los trabajadores, e ir directamente a una economía de mercado de estilo occidental. [...] El debate principal en la reforma económica debería ser sobre los medios de transición, no sobre los fines. Europa del Este seguirá discutiendo sobre los fines: por ejemplo, si aspirar a una socialdemocracia de estilo sueco o a un liberalismo thatcherista, pero eso puede esperar. Tanto Suecia como el Reino Unido tienen una propiedad privada casi completa, mercados financieros privados y mercados de trabajo activos. Hoy [en 1990] Europa del Este no tiene ninguna de estas instituciones: por eso, los modelos alternativos de Europa Occidental son casi idénticos.
En un discurso en la Escuela de Gobierno John F. Kennedy de la Universidad de Harvard, el primer ministro danés Lars Løkke Rasmussen abordó el concepto erróneo americano de que el modelo nórdico es una forma de socialismo, afirmando: «Sé que algunas personas en los Estados Unidos asocian el modelo nórdico con una especie de socialismo. Por eso, me gustaría dejar clara una cosa: Dinamarca está lejos de ser una economía planificada socialista, Dinamarca es una economía de mercado».

### Críticas
Los economistas socialistas John Roemer y Pranab Bardhan han criticado la socialdemocracia de estilo nórdico por su cuestionable eficacia en promover el igualitarismo y por su falta de sostenibilidad. Apuntan que la socialdemocracia nórdica exige la existencia de un fuerte movimiento obrero para sostener la gran magnitud de la redistribución necesaria, argumentando que es idealista pensar que se pueden conseguir unos niveles similares de redistribución en países con unos movimientos obreros más débiles. Observan que incluso en los países escandinavos la socialdemocracia ha estado en decadencia desde el debilitamiento del movimiento obrero a partir de principios de la década de 1990, concluyendo que la sostenibilidad de la socialdemocracia es limitada. Roemer y Bardham opinan que establecer una economía socialista de mercado cambiando la propiedad de las empresas sería más eficaz para obtener resultados igualitarios que la redistribución socialdemócrata, particularmente en países con movimientos obreros débiles.
El historiador Guðmundur Jónsson afirma que sería inexacto incluir a Islandia en una característica del modelo nórdico, la democracia consensual. Escribe que: «La democracia islandesa se puede describir como más enfrentada que consensual en estilo y práctica. El mercado de trabajo estaba plagado de conflictos y huelgas con más frecuencia que en Europa, lo que provocó una tensa relación entre el gobierno y los sindicatos. En segundo lugar, Islandia no compartió la tradición nórdica de compartir el poder ni el corporativismo en lo que respecta a las políticas del mercado de trabajo y a la política macroeconómica, principalmente debido a la debilidad de los partidos socialdemócratas y de la izquierda en general. En tercer lugar, el proceso legislativo no mostró una tendencia hacia la construcción de consensos entre el gobierno y la oposición ni el apoyo a legislación clave. En cuarto lugar, el estilo político en los procedimientos legislativos y el debate público en general tendió a ser de naturaleza enfrentada en lugar de consensual».
En un estudio de 2017, los economistas Rasmus Landersøn y James J. Heckman compararon la movilidad social estadounidense y danesa y descubrieron que no es tan alta en los países nórdicos como parecen indicar los datos, aunque Dinamarca tiene una mayor movilidad de ingresos. Fijándose exclusivamente en los salarios (antes de impuestos y transferencias), la movilidad social danesa y estadounidense son muy similares. Es solo tras tener en cuenta el efecto de los impuestos y las transferencias cuando la movilidad social danesa mejora, indicando que las políticas económicas redistributivas dan la impresión de una mayor movilidad social. Además, la mayor inversión de Dinamarca en educación pública no mejoró la movilidad educativa de manera significativa, lo que quiere decir que sigue siendo poco probable que los hijos de padres sin educación universitaria reciban educación universitaria, aunque esta inversión pública sí que resultó en unas mejores habilidades cognitivas entre los niños pobres daneses en comparación con sus compañeros estadounidenses. También encontraron evidencias de que las generosas políticas de bienestar podían desanimar la búsqueda de una educación superior debido a la disminución de los beneficios económicos que ofrecen los trabajos de nivel universitario y el aumento de prestaciones sociales para los trabajadores de un menor nivel educativo.

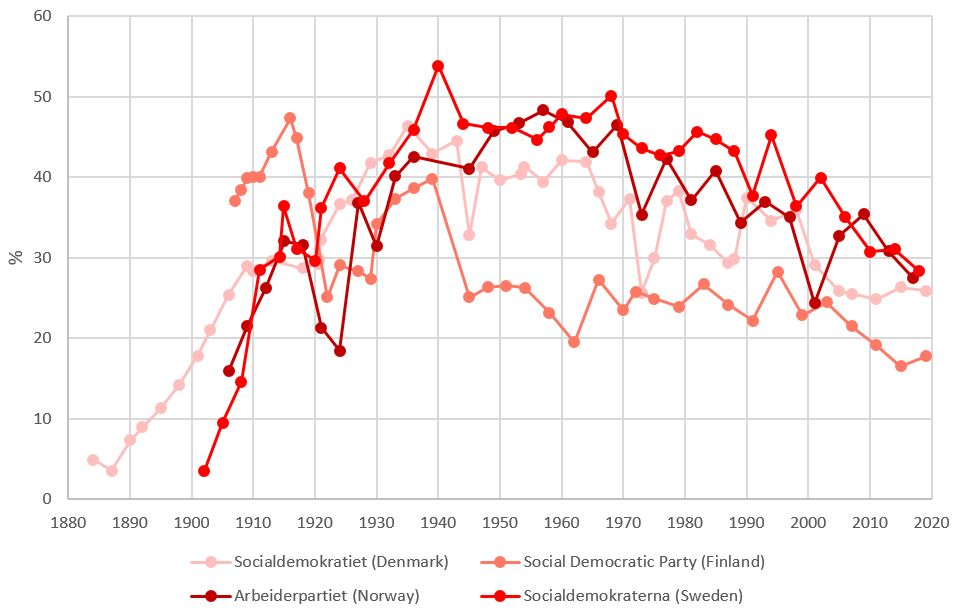
Evolución del porcentaje de voto de los principales partidos socialdemócratas nórdicos:
Partido Laborista (Noruega).
Partido Socialdemócrata Sueco.
Socialdemócratas (Dinamarca).
Partido Socialdemócrata de Finlandia.

### El modelo nórdico y la socialdemocracia
Los socialdemócratas han desempeñado un papel esencial para dar forma al modelo nórdico, y las políticas implementadas por los socialdemócratas han sido fundamentales para fomentar la cohesión social de los países nórdicos. Entre politólogos y sociólogos, el término «socialdemocracia» se ha generalizado para describir el modelo nórdico debido a la influencia de los gobiernos de partidos socialdemócratas en Suecia y Noruega. Según el sociólogo Lane Kenworthy, el significado de «socialdemocracia» en este contexto se refiere a una variante del capitalismo basada en la predominancia de la propiedad privada y los mecanismos de asignación del mercado junto con un conjunto de políticas destinadas a promover la seguridad económica y la igualdad de oportunidades en el marco de una economía capitalista, en oposición a las ideologías políticas que pretenden sustituir el sistema capitalista.